# USS Brooklyn (ACR-3)
Броненосный крейсер «Бруклин» (англ. ACR-3 Brooklyn) — боевой корабль флота США, второй полноценный американский броненосный крейсер. Участвовал в Испано-американской войне, отличился в сражении при Сантьяго. Стал последним «образцовым» броненосным крейсером американского флота. Далее США перешли к серийной постройке кораблей этого класса, начав с типа «Пенсильвания».

## Конструкция
В отличие от предшествующих проектов, броненосный крейсер «Бруклин» был построен под сильным влиянием французской школы кораблестроения. К её характерным чертам относились сильный завал бортов в верхней части, ромбическое расположение артиллерии главного калибра, тяжелые боевые мачты со множеством марсов. Однако, избранная схема бронирования была заимствована из британского опыта.

### Корпус
Крейсер имел полное водоизмещение около 10 390 тонн. Длина его (по ватерлинии) составляла 122,1 метр, выступающий вперед таран увеличивал общую длину до 122,7 метра. Ширина корабля составляла 19,7 метров: в соответствии с традициями французского кораблестроения, надводный борт был сильно завален внутрь в верхней части, таким образом ширина корабля по верхней палубе была почти вдвое меньше ширины по ватерлинии. Это конструкторское решение позволяло высоко расположить тяжелую артиллерию (обеспечив ей возможность стрелять в плохую погоду), при этом сократив верхний вес корпусных конструкций и улучшить остойчивость. Кроме того, завал бортов внутрь давал бортовой казематированной артиллерии лучшие углы обстрела.
Корпус крейсера имел приподнятый полубак для улучшения мореходности, плавно переходящий в невысокую прямоугольную надстройку. В передней части, за носовой башней главного калибра, располагался башнеподобный мостик, увенчанный носовой боевой мачтой. Крылья мостика были очень широкими и далеко выступали в стороны. В кормовой части надстройки стояла вторая боевая мачта с массивными наблюдательными марсами. Корабль имел три высокие и тонкие трубы, характерные для американской школы кораблестроения.

### Вооружение
Основное вооружение крейсера составляли восемь 203-миллиметровых 35-калиберных орудий Mark-3, установленных попарно в четырех броневых башнях. Начальная скорость полета 118-кг снаряда составляла 640 метров в секунду, что обеспечивало дальнобойность порядка 14000 метров. Орудия эти стреляли медленно горящим дымным («коричневым») порохом, и хотя были достаточно мощны, страдали из-за низкой надежности и технических дефектов, связанных с отсутствием опыта производства тяжелой артиллерии у американских заводов. Также значимой проблемой была низкая скорострельность: из-за архаичных процедур перезарядки, принятых в то время в американском флоте, темп ведения огня поначалу составлял один выстрел в две минуты. Только к 1900-м эта проблема была решена за счет упрощения процедур и лучшей подготовки артиллеристов, после чего скорострельность достигла 2-3 выстрелов в минуту.
Для орудий главного калибра была принята французская «ромбическая» схема расположения. Одна башня стояла в носовой части крейсера, две — по бортам в центре корпуса, на спонсонах, и одна — в кормовой части. Носовая башня располагалась на полубаке, остальные башни — палубой ниже. Подобное расположение обеспечивало шесть орудий в погонном огне, шесть в ретирадном и шесть на каждый борт: из-за сильного завала бортов, боковые башни могли стрелять на нос или корму не боясь повредить корпус пороховыми газами.
Вспомогательное вооружение крейсера составляли двенадцать 127-миллиметровых 40-калиберных орудий.
Противоминная артиллерия состояла из восьми шестифунтовых орудий в индивидуальных небронированных казематах, и двух 1-фунтовых пулеметов Дриггса-Шрёдера на марсах.
Корабли имели таран и пять 457-мм надводных торпедных аппаратов. Носовой ТА располагался прямо над форштевнем и служил для стрельбы торпедами прямо по курсу: остальные четыре аппарата располагались попарно по бортам.

### Бронирование
Основу защиты составлял скос броневой палубы, поэтому «Бруклин» занимает промежуточное положение между броненосными и бронепалубными крейсерами.
Броневой пояс из 76-мм сталеникелевой брони высотой 2,59 м прикрывал борт только на против машинных и котельных отделений. Основу защиты «Бруклина», составляла выпуклая броневая палуба с мощными скосами у бортов. Толщина горизонтальной части палубы на миделе составляла 76 миллиметров: толщина скосов составляла 152 миллиметра, но только 2+1⁄2 (64 мм) в оконечностях. Таким образом, чтобы поразить машинные отделения, неприятельский снаряд должен был преодолеть сначала броневой пояс, а затем — скосы палубы.
Между бортовой обшивкой крейсера и скосом броневой палубы по всей длине корабля проходил разделенный на множество отсеков коффердам. Данный конструктивный элемент должен был локализовать эффект от разрывов снарядов у ватерлинии. Отсеки коффердама были заполнены целлюлозой, которая, по мнению конструкторов, должна была разбухать при поступлении внутрь воды, и затыкать пробоину. Это решение оказалось неэффективным и вдобавок пожароопасным, поэтому в ходе модернизации целлюлозу из отсеков убрали.
Артиллерия главного калибра была защищена 140-миллиметровыми плитами гарвеированной брони на башнях, и 102-203-миллиметровыми — на барбетах. Казематы вспомогательной артиллерии были забронированы тонкими 76-мм плитами для защиты от осколков и мелкокалиберных снарядов, а толщина боевой рубки — 8+1⁄2 дюйма (216 мм).

### Силовая установка
Корабль имел четыре возвратно-поступательные паровые машины мощностью в 18750 л. с., работающие на два винта. Пар обеспечивали двенадцать котлов Белльвиля.
Максимальная скорость крейсера составляла 20 узлов (хотя на испытаниях была достигнута скорость в 21,97 узлов). Запаса угля в 900 тонн хватало на 6000 морских миль экономичного 10-узлового хода.

## Модернизации
В 1909—1911, крейсер был поставлен на модернизацию, целью которой являлось приведение характеристик уже довольно старого корабля к требованиям времени. В ходе модернизации были:
- Котлы Белльвилля заменены на пять двойных и два одинарных цилиндрических котла
- Для орудий главного калибра была введена двухступенчатая система подачи снарядов и зарядов
- Установлена система управления огнём
- Демонтированы все торпедные аппараты и половина 6-фунтовой противоминной артиллерии[2]

## Служба
Во время испано-американской войны «Бруклин» изначально был приписан к «летучему эскадрону» — отряду крейсеров, призванных защищать судоходство у восточного побережья США от возможных нападений испанских крейсеров. Однако после того как стало ясно, что испанский флот не проявляет боевой инициативы, броненосные крейсера «летучего эскадрона» были направлены для блокирования испанских кораблей в гавани Сантьяго-де-Куба.
Во время сражения при Сантьяго-де-Куба «Бруклин» являлся флагманским кораблем коммодора Шлея (принявшего командование в связи с задержкой прибытия адмирала Сэмпсона). «Бруклину» отводилась особая роль в блокаде испанского флота, так как он теоретически являлся единственным кораблем, способным догнать испанские крейсера, на практике же из-за плохого состояния кораблей флота Серверы скорость его кораблей оказалась даже ниже скорости американских броненосцев. Адмирал Сервера, командовавший испанской эскадрой, уделял этому крейсеру большое внимание и считал, что для успешного прорыва испанцам необходимо нейтрализовать «Бруклин» хотя бы даже ценой потери одного из испанских кораблей.
В самом начале боя адмирал Сервера направил свой флагманский крейсер «Инфанта Мария Тереза» на «Бруклин», собираясь завязать с ним бой на ближней дистанции, и дать другим испанским кораблям возможность спастись. «Бруклин» двинулся навстречу испанцам: когда расстояние между кораблями сократилось до мили, «Бруклин» переложил рули и, развернувшись, обрушил на «Инфанту Марию Терезу» весь вес своего бортового залпа. Не выдержав убийственного обстрела с малой дистанции, испанский крейсер отвернул и обратился в бегство. «Бруклин», описав полную циркуляцию и едва не столкнувшись с броненосцем «Техас», возглавил преследование.
После того как американский огонь вывел из строя крейсера «Инфанта Мария Тереза» и «Адмирал Окендо», «Бруклин» атаковал два оставшихся испанских крейсера, пытаясь прижать их к берегу и ограничить в маневре. Крейсер «Бискайя» предпринял отчаянную попытку таранить американский флагман, но «Бруклин» уклонился и, ведя огонь с небольшой дистанции, заставил испанца выброситься на камни.
В конце боя «Бруклин» нагнал отступавший испанский крейсер «Кристобаль Колон» и завязал с ним перестрелку на небольшой дистанции. Корабли обменялись залпами: при этом «Бруклин» попал в своего противника четырьмя 127-мм снарядами, но и сам получил три попадания (при этом был убит один моряк). Оба корабля сохранили боеспособность и могли продолжать бой, но в связи с подходом «Орегона» испанский крейсер оказался в безнадежном положении и выбросился на камни, спустив флаг.
В целом в бою «Бруклин» участвовал наиболее интенсивно из всех американских кораблей, что объяснялось его высокой скоростью, и получил больше всего попаданий (двадцать).
В 1908—1914 годах находился в резерве и на переоборудовании (улучшены механизмы башен, установлена система управления огнём, сняты ТА), вооружение состояло из 8 203-мм, восемь 127-мм и двух 76-мм зенитных орудий.

## Оценка проекта
В целом, для своего времени «Бруклин» был впечатляющим кораблем, в первую очередь — за счет своего чрезвычайно мощного и рационально расположенного вооружения. Ни один современный ему броненосный крейсер не нес восемь башенных 203-миллиметровых орудий: за счет же их ромбического расположения, крейсер мог вести погонный и ретирадный огонь шестью орудиями главного калибра, что давало ему неоценимые преимущества во время преследования отступающего противника или ухода от сильнейшего преследователя."Адмирал Нахимов" имел 8 203 мм орудий, но в барбетных установках. 

Вспомогательное вооружение корабля было также мощным и эффективным. Расположенные в индивидуальных казематах 127-мм орудия были надежно защищены и имели хорошие углы обстрела.
Главным недостатком корабля являлась слабость броневой защиты, в общем и целом ориентированной скорее на противостояние тяжелой, медленно стреляющей артиллерии 1880-х, чем современным скорострельным орудиям. Комбинация тонкого броневого пояса и выпуклой броневой палубы с толстыми скосами надежно защищала машинные отделения крейсера даже от тяжелых снарядов: однако, вертикальное бронирование защищало менее половины ватерлинии корабля. Скорострельные орудия с унитарным заряжанием (или появившиеся в 1890-х тяжелые орудия с высоким темпом ведения огня и фугасными снарядами) могли разбить небронированный борт крейсера, вызвав гибель корабля от затоплений и потери остойчивости даже без единого пробития брони.
В целом, «Бруклин» представлял собой пример броненосного крейсера, стоящего ближе к броненосцам 2-го ранга, чем к броненосным крейсерам, и рассчитанного в первую очередь на ведение эскадренного боя. Однако, в связи с масштабной программой строительства океанских броненосцев, инициированной флотом США, подобный тип крейсера представлялся излишним и не получил развития.